# Croton leptanthus
Espèce
Classification APG II (2003)
Croton leptanthus est une espèce de plantes à fleurs du genre Croton et de la famille Euphorbiaceae présente en Papouasie-Nouvelle-Guinée (y compris Fly Island).